# Jubilate Deo omnis terra

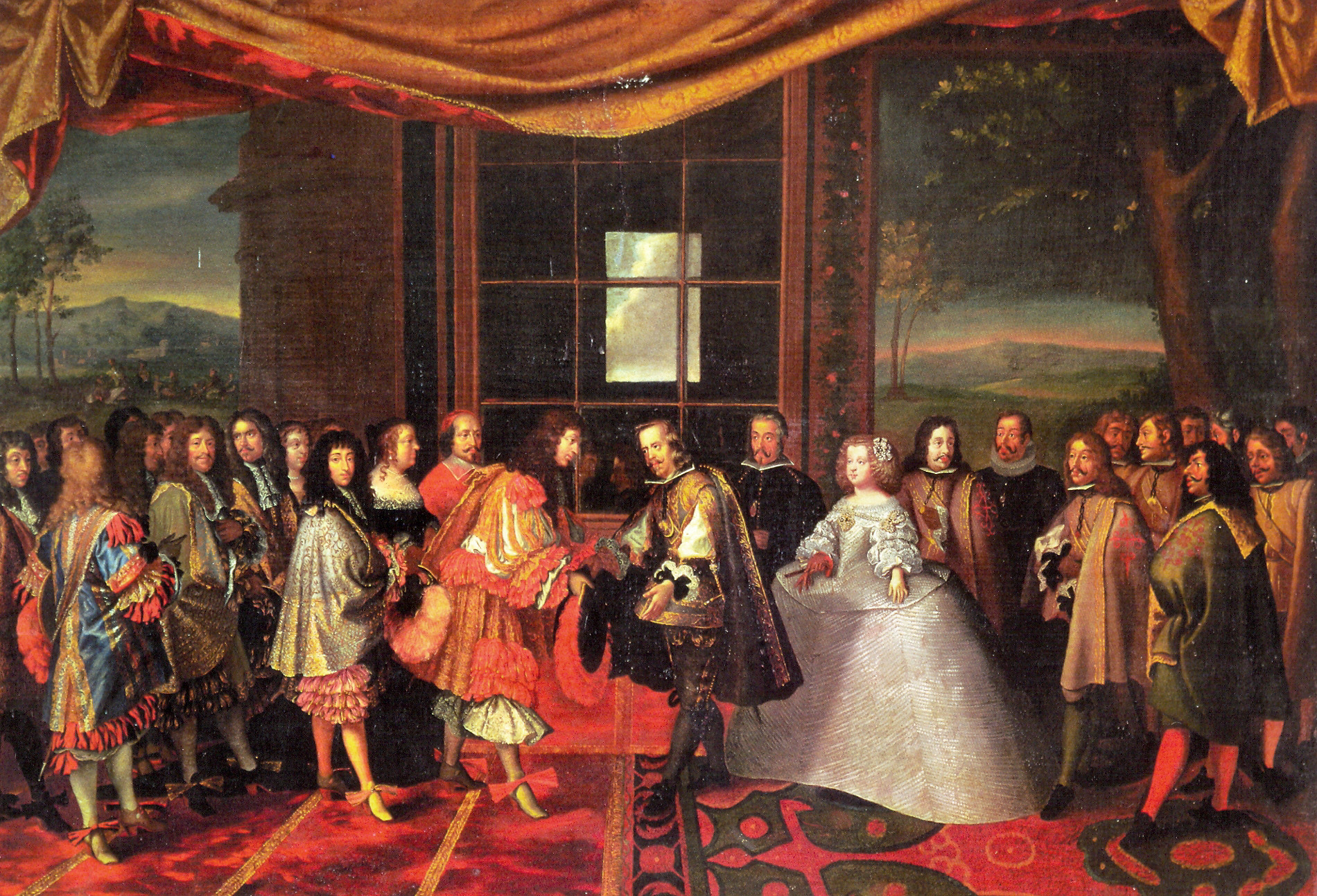
Francouzský král Ludvík XIV. a španělsko-portugalský král Filip IV. Španělský během setkání dvou králů na bažantím ostrově

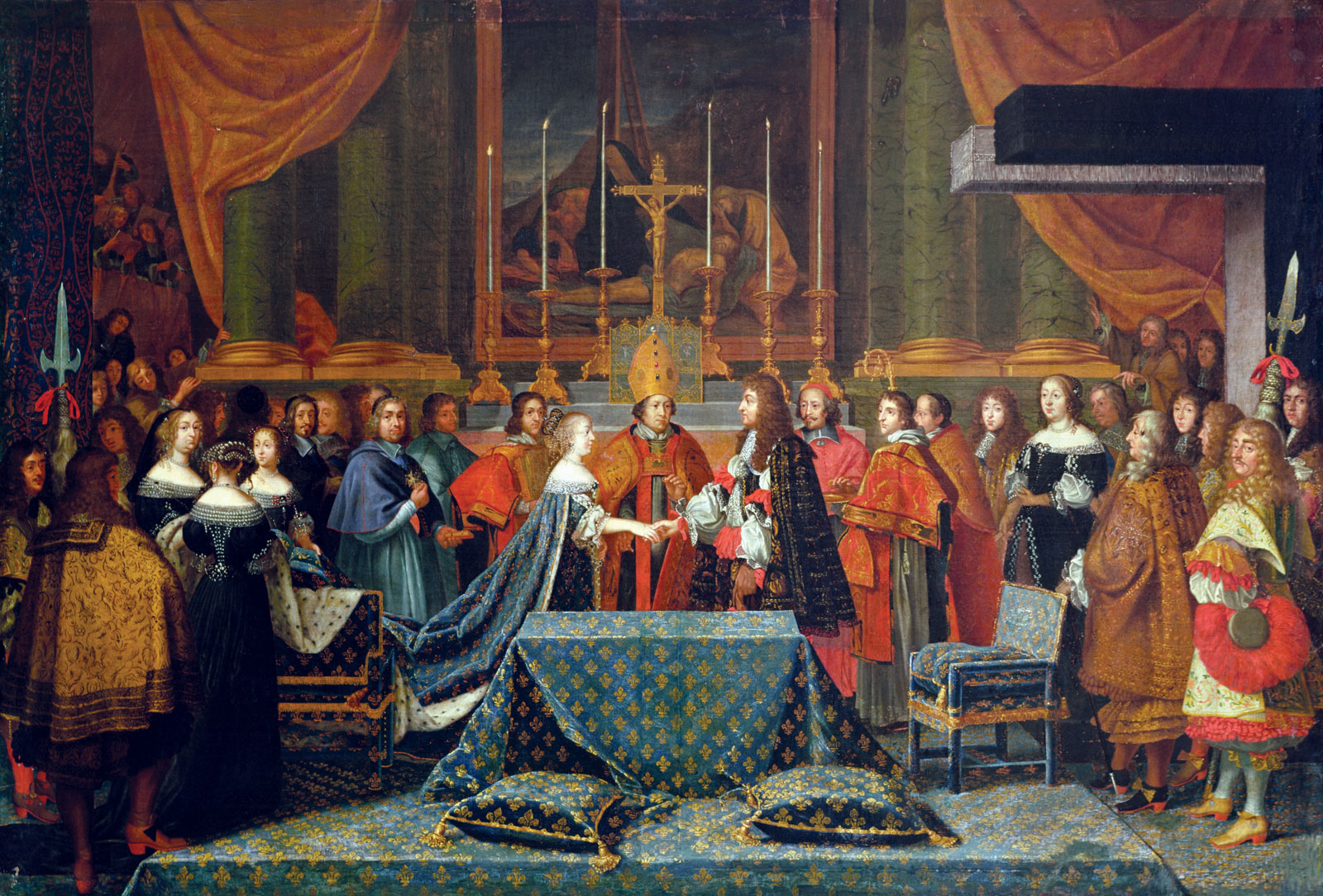
Svatba Ludvíka XIV. a Marie Terezy

Jubilate Deo omnis terra (nazývané též Motet de la Paix, česky Moteto míru, LWV 77/16) je velké moteto, které zkomponoval Jean-Baptiste Lully, ke svatbě krále Ludvíka XIV. a Marie Terezy Habsburské a zároveň také k oslavě uzavření pyrenejského míru. Uvedeno bylo dne 29. srpna 1660 v l'église de la Mercy. Text je založen na biblické předloze.

## Historie
Jedná se o první Lullyho moteto, zkompilované z dvanácti žalmů, které jsou v první řadě uspořádány k oslavě krále. Historická partitura se nedochovala, pouze jediný opis z 18. století, který byl navíc nekompletní. Velká část moteta musela být rekonstruována bez možnosti porovnání s jiným zdrojem.

## Text
| Latinsky Jubilate Deo omnis terra (Ž 98,4a) cantate et exultate et psallite. (Ž 98,5a) Reges terrae et omnes populi, principes et omnes iudices (Ž 148,11) Annunciate inter gentes gloriam eius. (Ž 95,3) Qui porsuit fines nostras pacem (Ž 147,3) In manu eius sunt omnes fines terrae. (Ž 95,4) Facta est pax in virtute sua, et abundantia in turribus suis. (Ž 122,7) Arcum conterit, confrigit arma et scuta cumburit igni. (Ž 46,10) Lux orta est iusto, et restis corde laetitia. (Ž 97,11) Jubilate Deo omnis terra, cantate et exultate et psallite (Ž 98,4-5) Arcum conterit, confrigit arma et scuta cumburit igni. (Ž 46,10) Taliter non fecit omni nationi. (Ž 147,20) In die malorum protexit nos. (Ž 27,5a) |  | Česky Hlahol Hospodinu, celá země, (Ž 98,4a) pějte Hospodinu žalmy při citeře (Ž 98,5a) králové země a všechny národy, vladaři a všichni soudci země, (Ž 148,11) Hospodin je velký Bůh, je velký Král nad všemi bohy. (Ž 95,3) uzdravuje ty, kdo jsou zkrušeni v srdci, jejich rány obvazuje. (Ž 147,3) On má v svých rukou hlubiny země, temena hor patří jemu. (Ž 95,4) Kéž je na tvých valech pokoj, kéž se tvé paláce těší klidu! (Ž 122,7) Činí přítrž válkám až do končin země, tříští luky, láme kopí, spaluje v ohni válečné vozy. (Ž 46,10) Pro spravedlivého je zaseto světlo, radost pro ty, kteří mají přímé srdce. (Ž 97,11) Hlahol Hospodinu, celá země, pějte Hospodinu žalmy při citeře. (Ž 98,4-5) Činí přítrž válkám až do končin země, tříští luky, láme kopí, spaluje v ohni válečné vozy. (Ž 46,10) Tak žádnému z pronárodů neučinil, jeho soudy nepoznaly. (Ž 147,20) Neboť v den neštěstí skryje mě ve svém stánku, v úkrytu svého stanu mě schová. (Ž 27,5a) |